# Ruróni Kensin: Szeiszóhen
A Ruróni Kensin: Szeiszóhen (るろうに剣心: 星霜編; Ruróni Kensin: Idő) OVA-sorozat, amely a Ruróni Kensin című mangasorozat anime feldolgozásának vitatott hitelességű folytatása. Az OVA-t 2001-ben adták ki Japánban. Forgatókönyvírója Josida Reiko, rendezője pedig Furuhasi Kazuhiro volt.
A kétrészes OVA-sorozat Kamija Kaoru szemszögéből meséli el a történetet, és folytatja az animesorozat történetét egy olyan szállal, mely a mangában nem került bemutatásra. A cselekmény nagyrészt Kensin és Kaoru kapcsolatáról szól, ahogy életüket élik a manga befejeződése után. Az OVA feldolgozza a manga utolsó párbaját, Kensin és Jukisiro Enisi összecsapását, ugyanakkor nagyon sok részletet (Kensin csapatának és a Hat bajtárs harcának bemutatását) kihagyja, valamint Kaoru szemszögéből bemutatja a Kensin és Udó Dzsin-e közötti konfliktust. A történetből megismerhetjük Kensin és Kaoru fiát, Himura Kendzsit, aki mérges apjára, de szeretne a nyomdokaiba lépni, és legendássá tenni a nevét.
A Szeiszóhent Észak-Amerikában az ADV Films adta ki legelőször Samurai X: Reflection címmel 2003. március 25-én DVD-n, majd az Aniplex amerikai kirendeltsége vette át, és adta ki blu-rayen 2011. szeptember 21-én, Rurouni Kenshin: Reflection-re átnevezve a két epizódot.
A Szeiszóhen vegyes kritikákat kapott a kritikusoktól, ellenben az előzmény OVA-sorozattal. A kritikusok pozitívra értékelték a grafikát, a zenét és az animációt, de negatívan fogadták a történetet és a szereplők bemutatását. A rajongók véleménye szerint több szereplő viselkedett eltérően sorozatbéli jellemétől. Habár a Szeiszóhen az anime-sorozat folytatása, Vacuki Nobuhiro (a mangasorozat alkotója) elégedetlen volt a történet lezárásával, és véleménye szerint nem kellene rá hivatalos folytatásként tekinteni.

## Cselekmény
A manga cselekményei után eltelt több év, Kensin azonban még mindig bűnösnek érzi magát a múltban elkövetett bűnei miatt, ezért újra útra kél, hogy Japánt járva tehessen jót az emberekkel. Emiatt távol kell maradnia családjától. Kaoru megígéri, hogy örömmel várja őt vissza, és lélekben támogatja a férjét. AZ elkövetkezendő tizenöt évben Kensin nagyon ritkán tért haza, ezért kapcsolata a fiával, Kendzsivel, megromlik.
Kendzsi felkerekedik, hogy Kiotóba utazzon felkutatni Hiko Szeidzsúrót, a Hiten micurugi-rjú mesterét. Apja nyomdokaiba lépve el akarja sajátítani tőle a gyilkos stílus technikáit, hogy azokkal szerezhessen magának hírnevet. Azonban Mjódzsin Jahiko az útját állja, hogy Kaoru kérésére hazavigye. Jahiko párbajra hívja Kendzsit, hogy bebizonyítsa neki, mennyire rossz szemszögből közelíti meg a célját. A harcot Jahiko nyeri, aki Kendzsi katanáját összetöri a Kensintől kapott szakabatóval. A fiatal Himura a vállát ért találattól térdre kényszerül, de Jahiko elismeri, hogy Kendzsiből zseniális vívó válhat. Jahiko átadja neki apja fegyverét, hogy megmutassa, az apja ereje nem a gyilkolásban rejlik, hanem abban, hogy mindennél jobban tiszteli az életet.
Eközben Kensint egy ismeretlen vírus támadja meg, mely hasonló a kolerához. Hogy osztozzon a fájdalmában, Kaoru ragaszkodik hozzá, hogy Kensin nemi úton adja át neki a kórt. Kensin ismét elhagyja a családot, hogy segíthessen az első kínai–japán háború áldozatain, de ígéretét betartva nem küzd, hanem besegít. A háború vége után a szörnyű állapotban lévő Kensint Szagara Szanoszuke találja meg, aki hazaviszi őt a családjához.
Mikor újra találkoznak, a beteg Kensin felesége karjaiba borul, miközben Kaoru Kensin gyerekkori nevén (Sinta) üdvözli az urát. A cseresznyefák alatt Kaoru elmeséli Kensinnek, hogy mindenkit összehívott egy közös cseresznyevirág-várásra. Az erősödő csöndben veszi észre Kaoru, hogy a férje már nincs életben. Az arcán lévő kereszt alakú sebhely teljesen eltűnt, jelképezve, hogy Kensin bűnös életének utolsó nyomai is a múlt részeivé váltak. A stáblista előtt, Kaoru a karjai között fogja Kensin fejét, és sírva gyászolja elhunyt szerelmét.
A stáblista után Kendzsi látható, miközben egy fiatal lánnyal, Csizuruval sétálgat a cseresznyefák alatt. Kendzsi megjegyzi, hogy boldogan fognak élni a lánnyal.

## Fogadtatás
Habár a Szeiszóhent nem Vacuki írta, saját bevallása szerint átnézte a forgatókönyvet. Vacuki elégedetlen volt az eredménnyel, és úgy nyilatkozott, hogy szerinte a „rendező túlságosan is eleresztette magát. Kensin élete során már annyi kínt állt ki. Megérdemelt volna egy boldog befejezést”.
Mike Crandol, az Anime News Network-től teljesen eltérő véleménnyel volt a két OVA-sorozatról. Míg az animációt és a zenét kiemelkedőnek jónak tartotta, hogy már-már a valaha készült legjobb japán rajzfilmet látta benne, megjegyezte, hogy a rajongóknak csalódást fog okozni, mert kevés harcjelenetet tartalmaz, és Himura Kensin teljesen máshogy viselkedik, mint ahogy a mangában és az anime-sorozatban tette. Például sosem mond egyetlen „oro”-t sem, mely a karakter egyik ismertetőjegye, és sosem mosolyodik el őszintén. Továbbá, Crandol nemtetszését fejezte ki a már „mélységesen eltúlzott és depressziós melodráma” miatt.